# Ophioscolex marionis
Ophioscolex marionis is een slangster uit de familie Ophiomyxidae.
De wetenschappelijke naam van de soort werd in 1936 gepubliceerd door Theodor Mortensen.